# Thrincophora signigerana
Espèce
Synonymes
- Tortrix signigerana Walker, 1863[2]

Thrinchophora signigerana est une espèce de lépidoptères (papillons) de la famille des Tortricidae. On la rencontre en Australie, y compris en Tasmanie.